# Giuseppe Di Falco
Giuseppe Di Falco (ur. 13 maja 1930 w Casalincontrada) – włoski duchowny rzymskokatolicki, w latach 1985-2008 biskup Sulmona-Valva.

## Życiorys
Święcenia kapłańskie przyjął 29 czerwca 1953. 25 maja 1985 został mianowany biskupem Valva i Sulmona. Sakrę biskupią otrzymał 14 lipca 1985. 3 kwietnia 2007 przeszedł na emeryturę.